# 四(二甲氨基)乙烯
四(二甲氨基)乙烯（缩写TDAE）是一种含氮有机化合物，化学式((CH
3)
2N)
2C=C(N(CH
3)
2)
2，属于烯胺，常温常压下为无色液体。